# Turistická značená trasa 7639
 Turistická značená trasa 7639 je 12 km dlouhá žlutě značená trasa Klubu českých turistů v Hornosvratecké a Křižanovské vrchovině a v okrese Žďár nad Sázavou spojující Věžnou s Olešínky. Trasa vede převážně západním směrem a úvodní část se nachází na území přírodního parku Svratecká hornatina.

## Průběh trasy
Turistická trasa má svůj počátek v centru Věžné na rozcestí, kde přímo navazuje na stejně značenou trasu 7535 přicházející sem z Nedvědice, výchozí je zde též modře značená trasa 2042 vedoucí do Olešínek jižnější variantou.
Trasa nejprve vede loukami severozápadním směrem a po asfaltové komunikaci stoupá nad ves, poté klesá, v blízkosti rybníka překonává Janovický potok a dále opět stoupá k osadě Suché Louky. U ní přechází na polní cestu a pokračuje k lesu. V něm postupně mění směr až na jižní a údolím potoká klesá do Rožné. Zde opět trasa nabírá severozápadní směr, prochází obcí a po asfaltové komunikaci stoupá poli k areálu dolu Rožná I. Od něj po stejné komunikaci klesá jihozápadním směrem do Dolní Rožínky. Následuje úsek vedoucí po silnici západním směrem do Blažkova, z něj pak pokračuje trasa opět k severozápadu po asfaltové komunikaci k westernovému městečku Šiklův Mlýn. V závěru klesá lesem k řece Bobrůvce, přechází její přítok Olešnou a vstupuje do Olešínek. Před koncem, který se nachází u mostu přes Bobrůvku, vede v krátkém souběhu s červeně značenou trasou 0526 z Bystřice nad Pernštejnem do Skleného nad Oslavou a opět modře značenou trasou 2042 z Jimramova zpět do Věžné.

## Turistické zajímavosti na trase
- Kostel svatého Martina ve Věžné
- Studánka U hřiště nad Rožnou
- Kostel svatého Havla v Rožné
- Zavřený uranový důl Rožná I
- Lesopark Templ
- Romantický Egyptský obelisk v lesoparku Templ
- Zámek Dolní Rožínka
- Strašidelný zámek Draxmoor
- Westernové městečko Šiklův Mlýn
- Jiříkova studánka